# Parque Bartlett

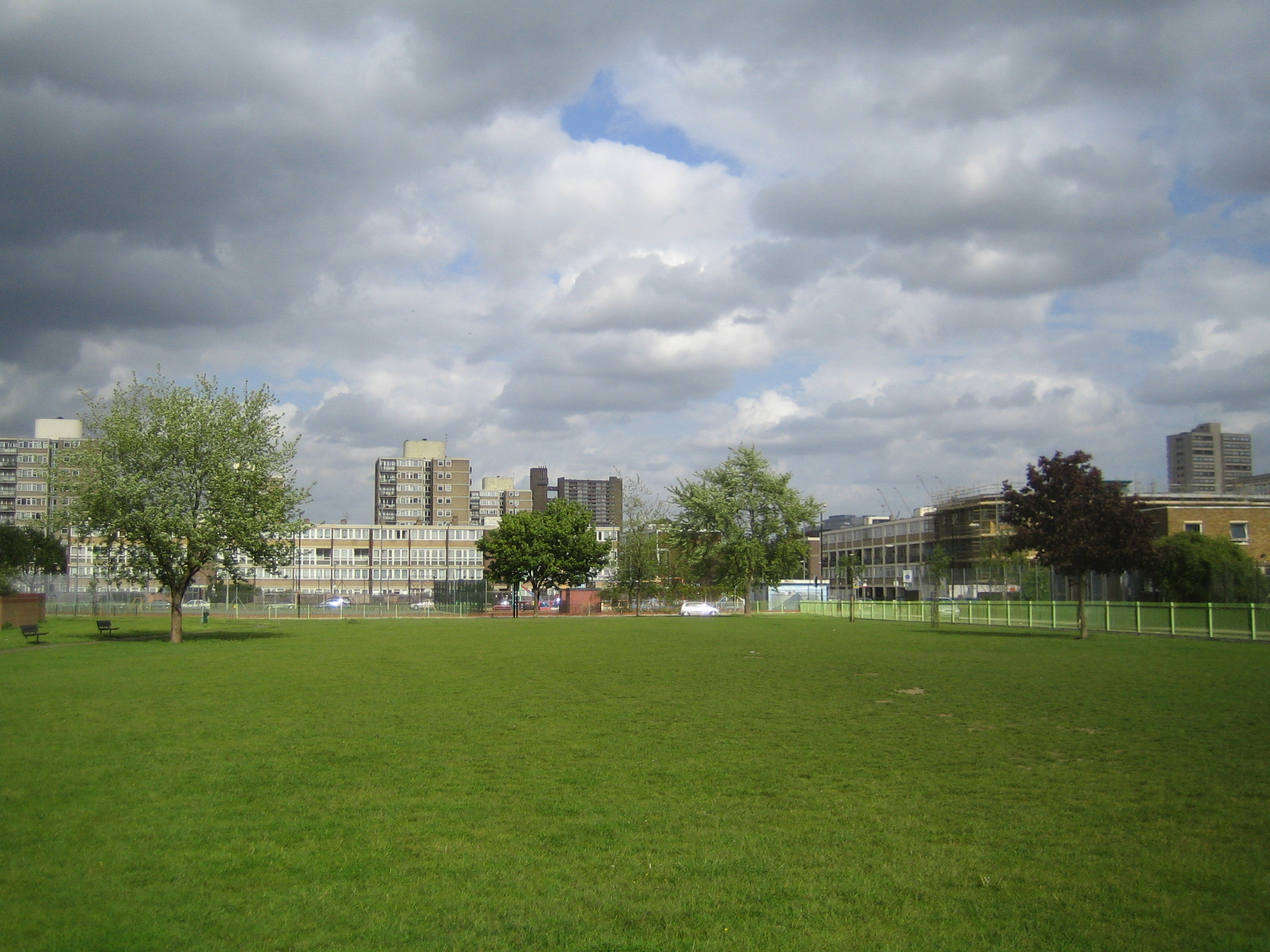
Vista do parque em maio de 2007.

O Parque Bartlett é um espaço público em Poplar no borough londrino de Tower Hamlets.

## História
A igreja St Saviour's localiza-se no centro do parque, cercado por uma única fileira de habitação e uma construção. O local foi nomeado assim em honra a Philip M. Bartlett, que veio a falecer em  1958 sendo vigário da igreja por 39 anos. St. Saviour's foi quase destruído por um incêndio em 25 de maio de 2007, mas continua a ser um edifício classificado como histórico.